# Aliza Witis-Szomron
Aliza Witis-Szomron, inna spotykana pisownia Aliza Wittis-Shomron, Aliza Melamed Vitis-Shomron, Aliza Vitis-Shomron; urodzona jako Liza Mełamed (ur. 1928 w Warszawie) – działaczka konspiracji żydowskiej w trakcie II wojny światowej, uczestniczka ruchu oporu w getcie warszawskim. 

## Życiorys
Urodziła się w Warszawie. Pochodziła z zamożnej rodziny kupieckiej. W trakcie okupacji niemieckiej przebywała w getcie warszawskim, gdzie była członkiem organizacji młodzieżowej Ha-Szomer Ha-Cair, a następnie Żydowskiej Organizacji Bojowej. Do jej głównych zadań należała dystrybucja ulotek i szmuglowanie broni. 17 kwietnia 1943 roku na dwa dni przed wybuchem powstania została wysłana do kryjówki po tzw. aryjskiej stronie. Następnie była więźniarką niemieckiego obozu koncentracyjnego Bergen-Belsen. W kwietniu 1945 podczas marszów śmierci i planowanej ewakuacji więźniów Bergen-Belsen do obozu Theresienstadt znalazła się w pociągu wyzwolonym przez wojska amerykańskie pod Magdeburgiem. Po wojnie emigrowała do Izraela. Z wykształcenia była pedagogiem.
Jest autorką książki wspomnieniowej pt. Neurim ba-esz, która ukazała się między innymi w tłumaczeniu na język polski w 2013 roku pt. Młodość w płomieniach nakładem Żydowskiego Instytutu Historycznego im. Emanuela Ringelbluma. Książka ukazała się także w języku niemieckim pt. Jugend in Flammen.
W 2010 pojawiła się w filmie, w reż. Yaela Hersonskiego pt. Niedokończony film. Była uczestniczką 70. rocznicy wybuchu powstań żydowskich w Polsce. Po śmierci Symchy Rotema została jedną z ostatnich żyjących działaczek ŻOB (w przekazie medialnym nie uwzględniono wówczas zmarłego w 2021 roku Leona Kopelmana).